# Faro di Dunnet Head
Il faro di Dunnet Head sorge a 91 metri di altezza su una scogliera di Easter Head a Dunnet Head, sulla penisola di Caithness, in Scozia. Il faro è alto 20 metri e fu costruito nel 1831 da Robert Stevenson, nonno di Robert Louis Stevenson.